# 1892 Lucienne
1892 Lucienne је астероид главног астероидног појаса чија средња удаљеност од Сунца износи 2,463 астрономских јединица (АЈ).
Апсолутна магнитуда астероида је 12,10.